# Megachile fulva
Megachile fulva är en biart som beskrevs av Smith 1853. Megachile fulva ingår i släktet tapetserarbin, och familjen buksamlarbin. Inga underarter finns listade i Catalogue of Life.